# Новалес (Уеска)
Новалес (ісп. Novales, араг. Nobals) — муніципалітет в Іспанії, у складі автономної спільноти Арагон, у провінції Уеска. Населення — 180 осіб (2009).
Муніципалітет розташований на відстані близько 340 км на північний схід від Мадрида, 15 км на південний схід від Уески.

## Демографія
Динаміка населення (INE ):

## Галерея зображень

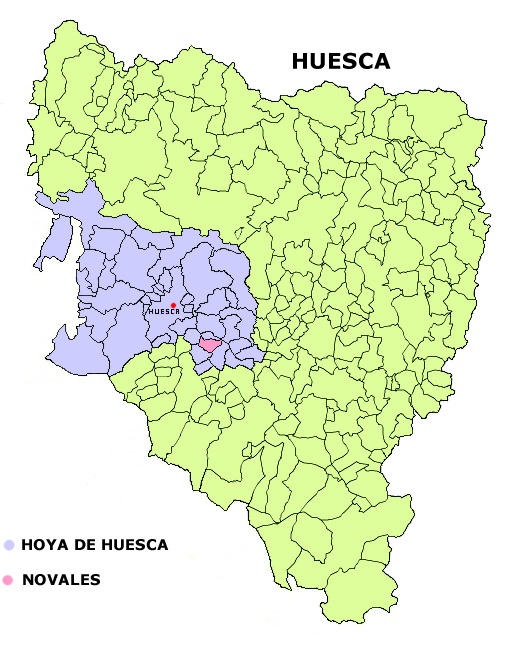
Розташування муніципалітету